# Saintes-Maries-de-la-Mer

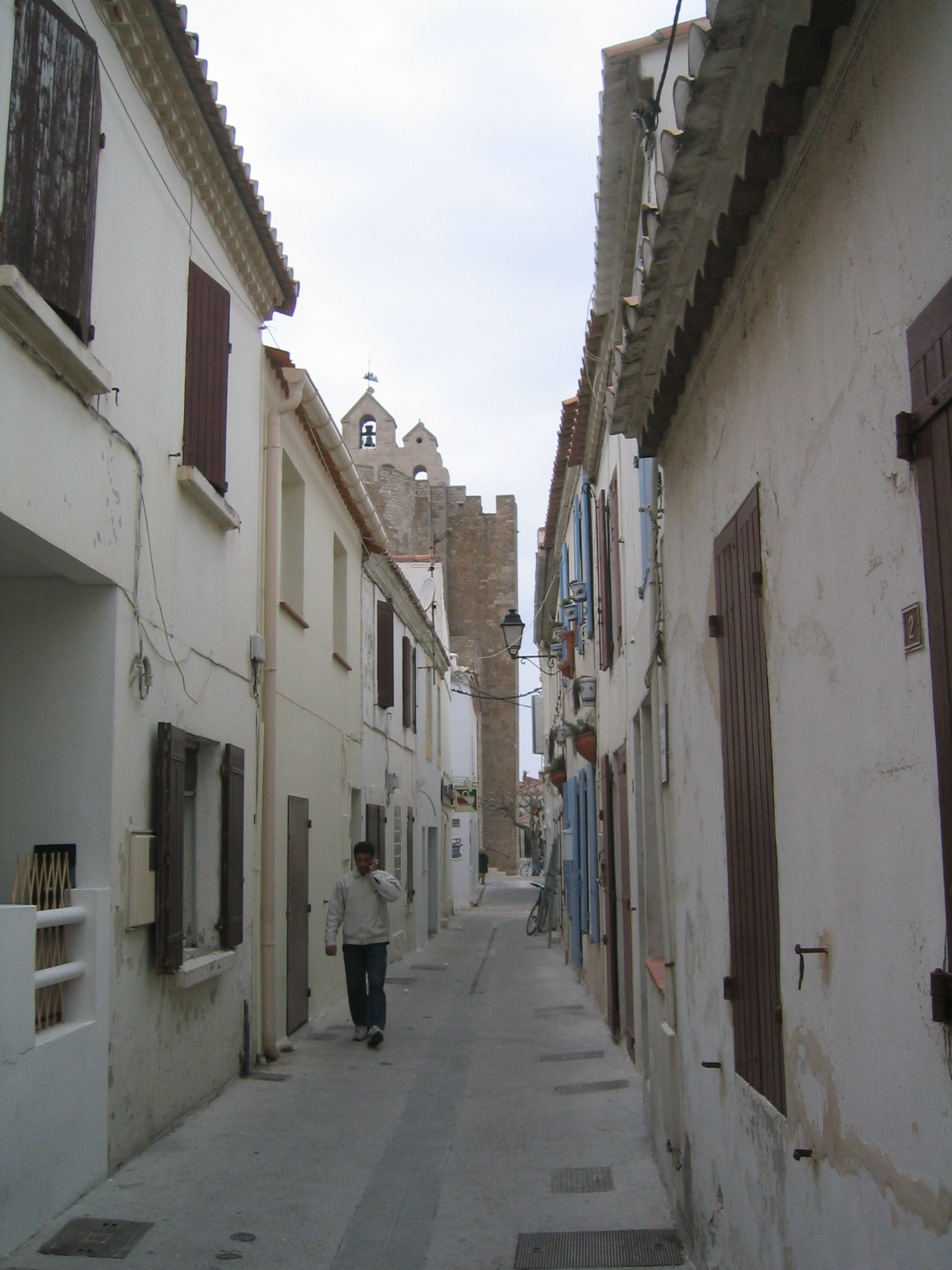
Narrow streets

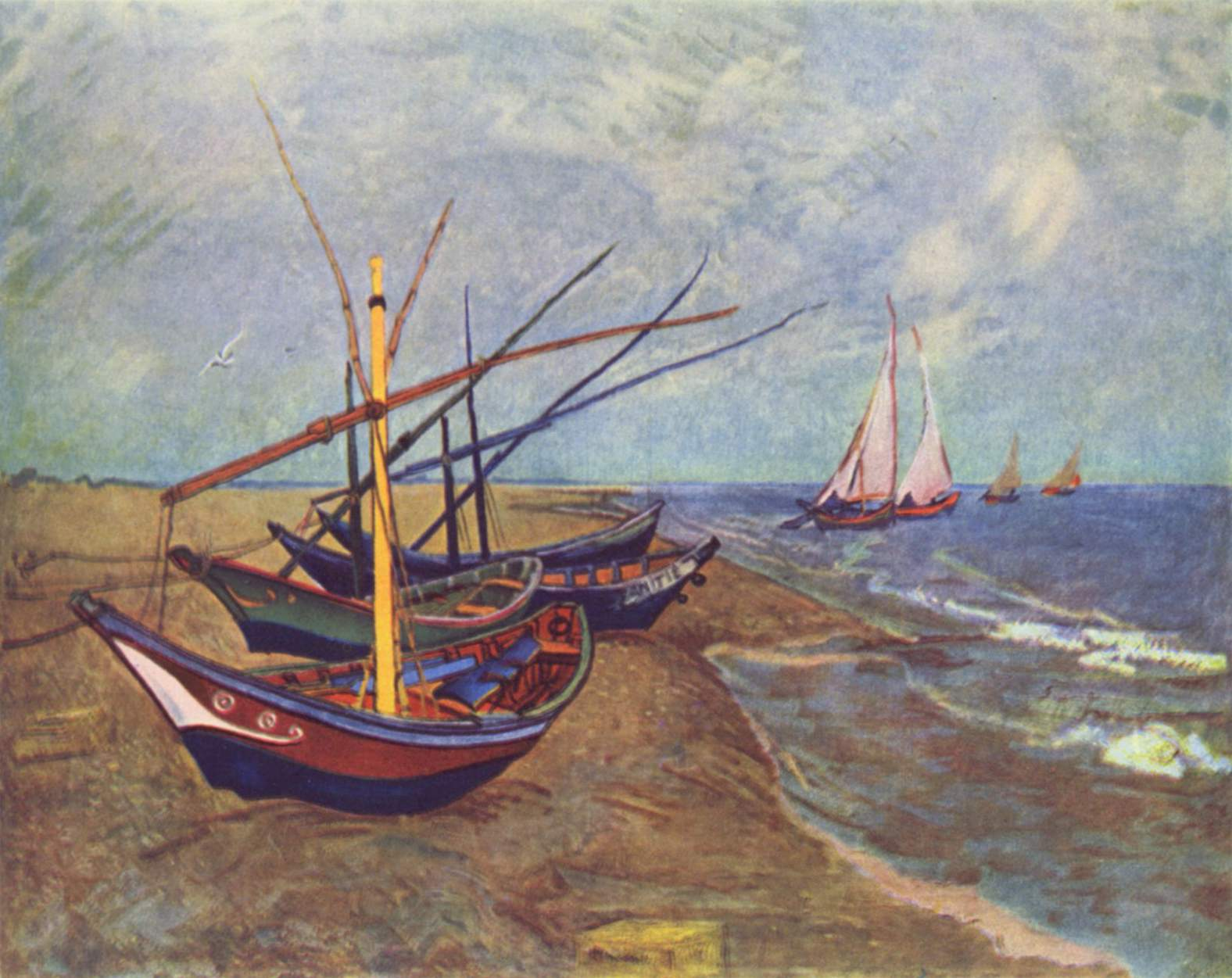
Barques sur la plage des Saintes-Maries-de-la-Mer by van Gogh

Saintes-Maries-de-la-Mer (lit. "Saint Marys of the Sea", Provençal Occitan Lei Santei Marias de la Mar) là một xã ở tỉnh Bouches-du-Rhône, thuộc vùng Provence-Alpes-Côte d'Azur ở miền nam nước Pháp.